# 維斯瓦沙嘴
維斯瓦沙嘴（波蘭文：Mierzeja Wiślana，俄文：Балтийская коса）是一個風蝕沙嘴，位在波蘭濱海省和俄羅斯飛地加里寧格勒州的交界處。維斯瓦沙嘴將維斯圖拉潟湖與格但斯克灣隔開，僅由北端的波羅的斯克海峽連接。波蘭—俄羅斯邊界從維斯瓦沙嘴中部劃過。主要城鎮有波蘭的克里尼查謨爾斯卡以及俄羅斯的波羅的斯克等。

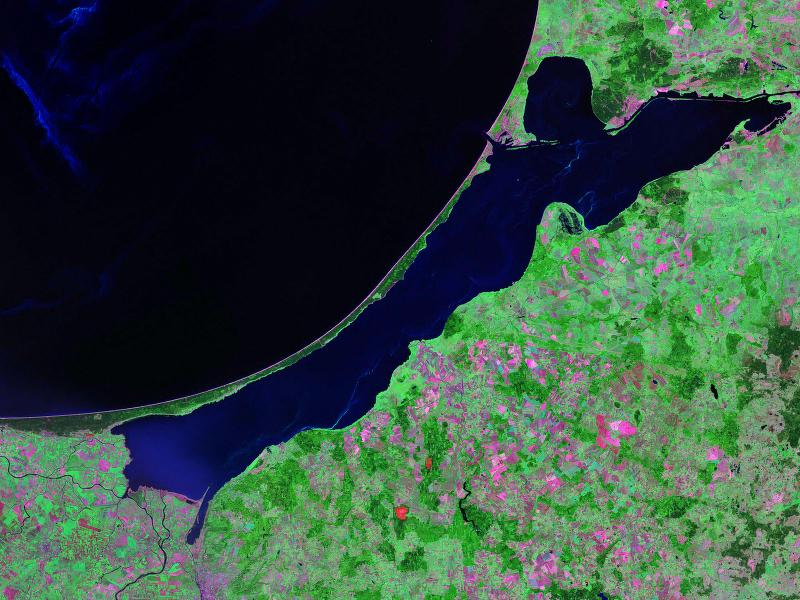
維斯瓦沙嘴

2019年，波蘭政府開始興建維斯瓦沙嘴運河，使自艾爾布蘭格港口出海的船隻不必再繞過由俄羅斯控制的波羅的斯克海峽。維斯瓦沙嘴運河於2022年完工。